# Pot (récipient)
Pour les articles homonymes, voir Pot.
Pour les articles ayant des titres homophones, voir peau et Pau.

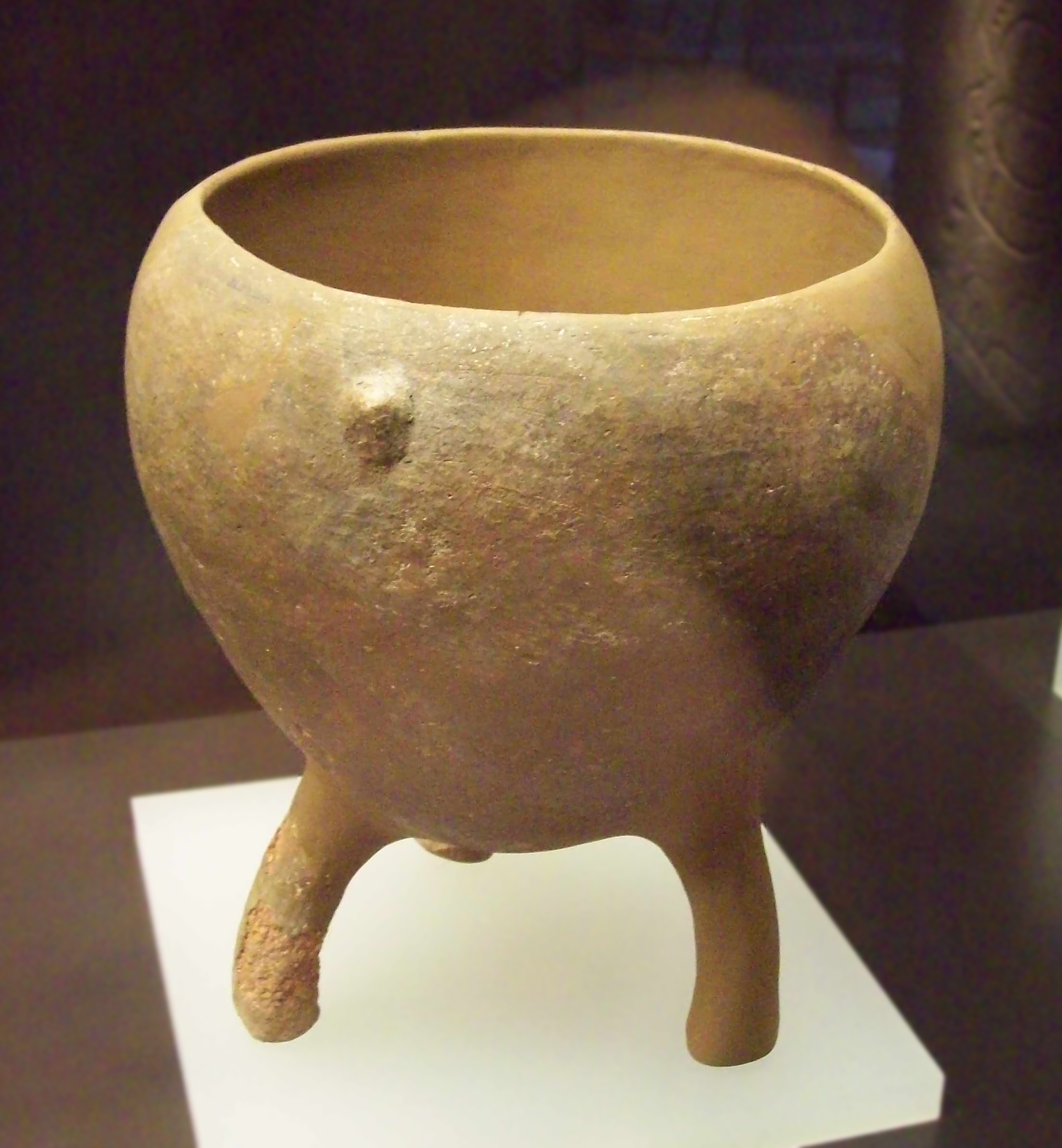
Un pot à feu tripode de la culture d'El Argar, entre 1500 et 1200 av. J.-C. (Musée archéologique national de Madrid).

Un pot est un récipient à ouverture large, généralement sans anse, initialement destiné à contenir et à conserver de la nourriture.

## Histoire et présentation
Autrefois, le pot désigne exclusivement une poterie de potier. Il faut surtout attendre la fin de l'époque moderne pour qu'il indique une simple forme type de poterie tournée ou un récipient en diverses matières (céramiques, grès ou faïences, ou métalliques bien souvent précisées) destiné à recevoir divers liquides plus ou moins visqueux à chaud. 
D'abord en terre cuite, le pot en diverses matières garde par son nom une parenté avec le terme poterie. De son usage familier découlent quelques expressions comme :
- mettre au pot : ajouter sa participation (alimentaire, financière) lors d'une collecte dans un groupe
- pot-au-feu et poule au pot : plats cuisinés et le récipient destiné à leur cuisson
- le pot de terre contre le pot de fer : on se doute lequel se brise, il caractérise le plus faible.

## Différents types de pots, selon leur usage
- Pot de conserve : plus petit qu'un bocal, généralement en verre
- Pot à confiture, en verre
- Pot, en emballage : définit une forme où la hauteur ne dépasse guère la largeur, toujours dotée d'un couvercle, généralement vissé. En cosmétique par exemple pot de crème hydratante.
  - Pot à beurre, autrefois un moyen de protéger le beurre coulé à chaud et conservé à l'abri de l'air, par exemple en cave. Pot souvent banal en terre cuite.
- Pot à lait : en Europe, ils sont ordinairement en aluminium, plus rarement en zinc ou en fer-blanc[1]
- Pot de fleurs : permet de contenir la terre nécessaires à la croissance d'une plante, généralement en terre cuite, en ciment ou en matières plastique,  mais laissant s'echapper l'eau en excès.
- Pot de chambre : destiné à recueillir les déjections humaines, pour éviter de sortir de la chambre la nuit, généralement en métal émaillé.
- Pot de résine : récipient en terre cuite destiné à recevoir la résine qui s'écoule d'un pin gemmé.